# Henrik Johansson (skådespelare)
Henrik Johansson, född 1976 i Jönköping är en svensk skådespelare.

## Biografi
Han gick på Handelsprogrammet Per Brahe Gymnasiet i Jönköping. Han gick ut Teaterhögskolan i Malmö 2003 och var sedan anställd på Ung Scen Öst 2003-2006. Han har även haft engagemang vid Uppsala Stadsteater, Stockholms Stadsteater, Teater Tribunalen och Länsteatern i Örebro.
2008–2009 spelade han huvudrollen som Johan Carlsson i SVT:s dramaserie Livet i Fagervik. Johansson medverkade också i sommarlovsprogrammet Badeboda Bo i SVT 2003. Han spelar Nils i Wiraspelen 

## Filmografi i urval
- 2003 – Badeboda Bo (TV-serie)
- 2008–2009 – Livet i Fagervik (TV-serie)
- 2012 – Johan Falk: Barninfiltratören
- 2014 – Söder om Folkungagatan (TV-serie)
- 2015 - Welcome to Sweden (TV-serie) (Gästroll.)
- 2015 – Livet i Mattelandet (TV-serie)
- 2016 – Skolan (TV-serie)
- 2017 – Bonusfamiljen (TV-serie)
- 2017 – Torpederna (TV-serie)
- 2017 – Syrror (TV-serie)
- 2018 – Storm på Lugna gatan (TV-serie) (Julkalender)
- 2018 – Gräns
- 2019 – Sommaren med släkten (TV-serie)
- 2019 – Enkelstöten (TV-serie)
- 2020 – Dejta (TV-serie)
- 2020 – Fullt hus (TV-serie)
- 2023 – Solsidan (TV-serie)

## Teater

### Roller (ej komplett)
| År   | Roll                          | Produktion                                                                                | Regi                       | Teater                   |
| ---- | ----------------------------- | ----------------------------------------------------------------------------------------- | -------------------------- | ------------------------ |
| 2006 |                               | Cleansed Sarah Kane                                                                       | Kjersti Horn               | Dramatiska institutet    |
| 2013 |                               | Tre systrar (Три сeстры, Tri sestry) Anton Tjechov                                        | Dennis Sandin              | Uppsala stadsteater      |
| 2013 |                               | En julsaga (A Christmas Carol in Prose, Being a Ghost-Story of Christmas) Charles Dickens | Rikard Lekander            | Uppsala stadsteater      |
| 2015 |                               | En slavisk dans Staffan Göthe                                                             | Rikard Lekander            | Örebro länsteater        |
| 2016 | Baron Andreas Blek af Nosen   | Trettondagsafton (Twelfth Night, or What You Will) William Shakespeare                    | Frede Gulbrandsen(da)      | Malmö stadsteater        |
| 2016 | Flender                       | Bullets over Broadway Woody Allen                                                         | Emma Bucht                 | Göta Lejon               |
| 2017 | Joakim                        | Den tatuerade änkan Lars Molin                                                            | Jonna Nordenskiöld         | Scalateatern             |
| 2021 | Peter                         | En droppe honung (A Taste of Honey) Shelagh Delaney                                       | Philip Zandén              | Kulturhuset Stadsteatern |
| 2022 | Teddy Brewster                | Arsenik och gamla spetsar (Arsenic and Old Lace) Joseph Kesselring                        | Philip Zandén              | Uppsala stadsteater      |
| 2024 | Fedotyk Ferapont (understudy) | Tre systrar (Три сeстры, Tri sestry) Anton Tjechov                                        | Eirik Stubø                | Kulturhuset Stadsteatern |
| 2024 |                               | Folkets fiende (En folkefiende) Henrik Ibsen                                              | Philip Zandén              | Uppsala stadsteater      |
| 2024 |                               | Julen – the musical Jacke Sjödin                                                          | Jacke Sjödin Hans Marklund | Uppsala stadsteater      |